# Målaren (film)
För andra betydelser, se Målaren (olika betydelser).
Målaren är en svensk film från 1982 i regi av Christina Olofson, Göran du Rées och med manus av du Rées. Filmen var deras debut som spelfilmsregissörer och i rollerna ses bland andra Hans Mosesson, Kent Andersson och Anneli Martini.

## Om filmen
Inspelningen ägde rum på olika platser i Sverige (bland andra Göteborg) mellan februari och juni 1981. Producenter var Olofson och du Rées och du Rées agerade även fotograf. Ulf Dageby komponerade musiken till filmen, för vilket han fick motta en Guldbagge (juryns specialbagge). Filmen premiärvisades den 19 februari 1982 på biografen Sture i Stockholm och är 89 minuter lång.
Filmen mottogs övervägande positivt i pressen och i synnerhet Göteborgsrecensenterna lovordade den. Filmen nominerades till en Golden Prize vid Moskvas internationella filmfestival 1983, dock utan att vinna priset.

## Handling
Filmen skildrar målaren Stig som arbetar på fabrik. Han målar på arbetstid och börjar även att hänga upp sina konstverk i fabrikslokalerna, något som ogillas av fabriksledningen. När fabriken läggs ned tar Stig sig in i de övergivna lokalerna och börjar måla en mur.

## Rollista
- Hans Mosesson – Stig F. Dahlman, fabriksarbetare
- Kent Andersson – Eskil, fabriksarbetare
- Anneli Martini – Mona Jonsson, fabriksarbetare
- Jussi Larnö – "Finnen", fabriksarbetare
- Hans Wiktorsson – Åke, fabriksarbetare
- Stellan Johansson – Bertil Oskarsson, fabriksarbetare
- Hans Johansson – "Tjocken", fabriksarbetare
- Weiron Holmberg – Sune, fackrepresentanten
- Sten Ljunggren – Ragge, förmannen
- Carina Eriksson – fabriksarbetare
- Tomas Forssell – fabriksarbetare
- Mats Johansson – fabriksarbetare
- Siri Johansson – fabriksarbetare
- Thorsten Näslund – Stigs pappa, stuvare
- Med Reventberg – fabrikskuratorn
- Nenad Andrejevic – fabriksarbetare
- Ronald Macke
- Ingmar Nilsson
- Anki Rahlskog
- Daniel Nilsson
- Sven Andersson
- Lars-Göran Andersson
- Egil Bergqvist
- Ingmar Eriksson
- Björn Hedvall
- Björn Holmgren
- Olle Kauppinen
- Gunnar Lilja
- Åke Norrby
- Jan-Åke Pettersson
- Roger Thölin
- Dan Weissenberg

### Fotnoter
1. 1 2 3 4  ”Målaren”. Svensk Filmdatabas. http://sfi.se/sv/svensk-filmdatabas/Item/?itemid=5934&type=MOVIE&iv=Basic&ref=/templates/SwedishFilmSearchResult.aspx?id%3d1225%26epslanguage%3dsv%26searchword%3dm%C3%A5laren%26type%3dMovieTitle%26match%3dBegin%26page%3d1%26prom%3dFalse. Läst 16 maj 2013.
2. ↑  ”Målaren”. IMDb.com. http://www.imdb.com/title/tt0084380/?ref_=fn_al_tt_1. Läst 16 maj 2013.